# Эберхард (граф Цвейбрюккена)
Эберхард (Eberhard) (ок. 1330 - 10 декабря 1394) - последний граф Цвейбрюккена  (с 1366).

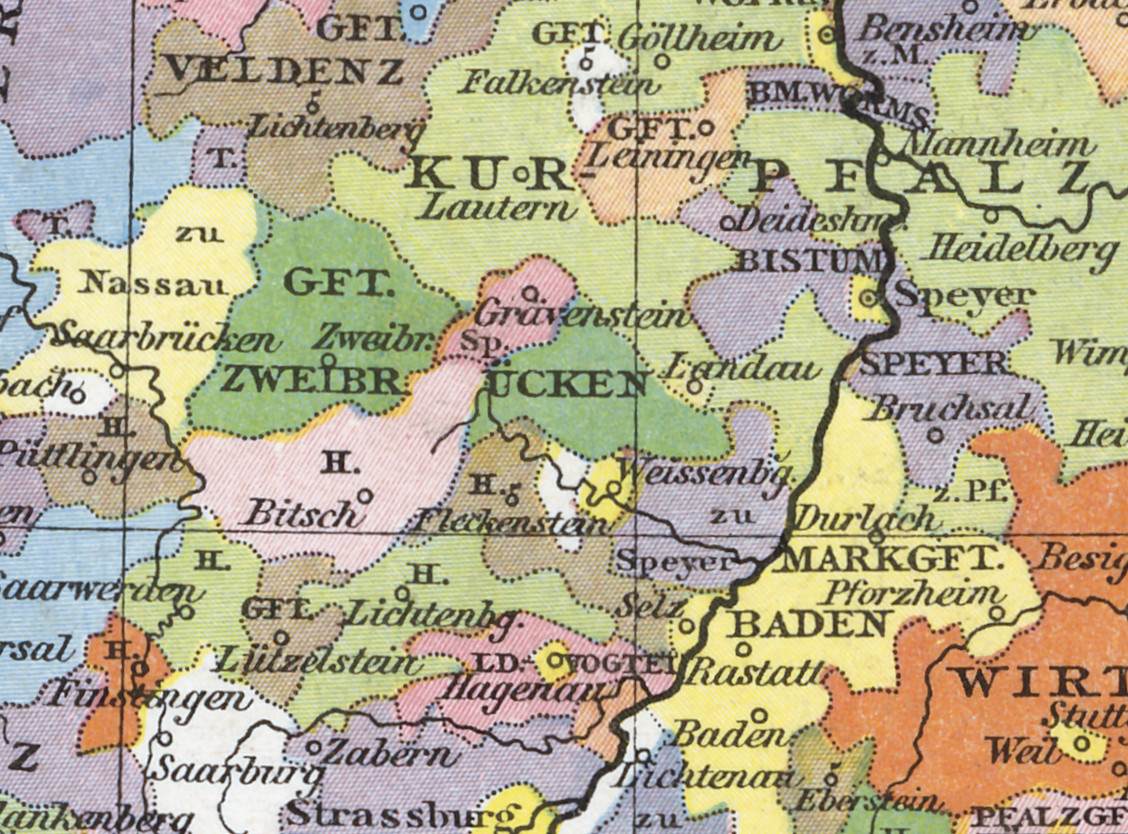
Графство Цвейбрюккен в XIV в. (тёмно-зелёным)

Сын Вальрама II Цвейбрюккенского и его жены Жанны де Бар-Пьерфор.
После смерти отца (1366) наследовал графство Цвейбрюккен вместе с многочисленными долгами. Чтобы с ними рассчитаться, продал и заложил часть своих земель Рупрехту I фон дер Пфальц. Сеньорию и город Штауф по частям продал Генриху  II фон Шпонгейм-Боландум-Даннефельс. Доставшуюся от матери сеньорию Пьерфор продал в 1384 г. герцогу Бара Роберту.
Умер в 1394 году бездетным. Его графство перешло к Пфальцу, родовые владения – к дому Цвейбрюккен-Битш.